# Дуковце
Дуковце (слч. Dukovce) насељено је мјесто са административним статусом сеоске општине (слч. obec) у округу Свидњик, у Прешовском крају, Словачка Република.

## Становништво
| Година:    | 1994. | 2004.   | 2014.   | 2024.    |
| ---------- | ----- | ------- | ------- | -------- |
| Број људи: | 235   | 247     | 258     | 317      |
| Разлика:   |       | +5,10 % | +4,45 % | +22,86 % |

| Година:    | 2023. | 2024.   |
| ---------- | ----- | ------- |
| Број људи: | 309   | 317     |
| Разлика:   |       | +2,58 % |

Према подацима о броју становника из 2024. године насеље је имало 317 становника.